# Иппон

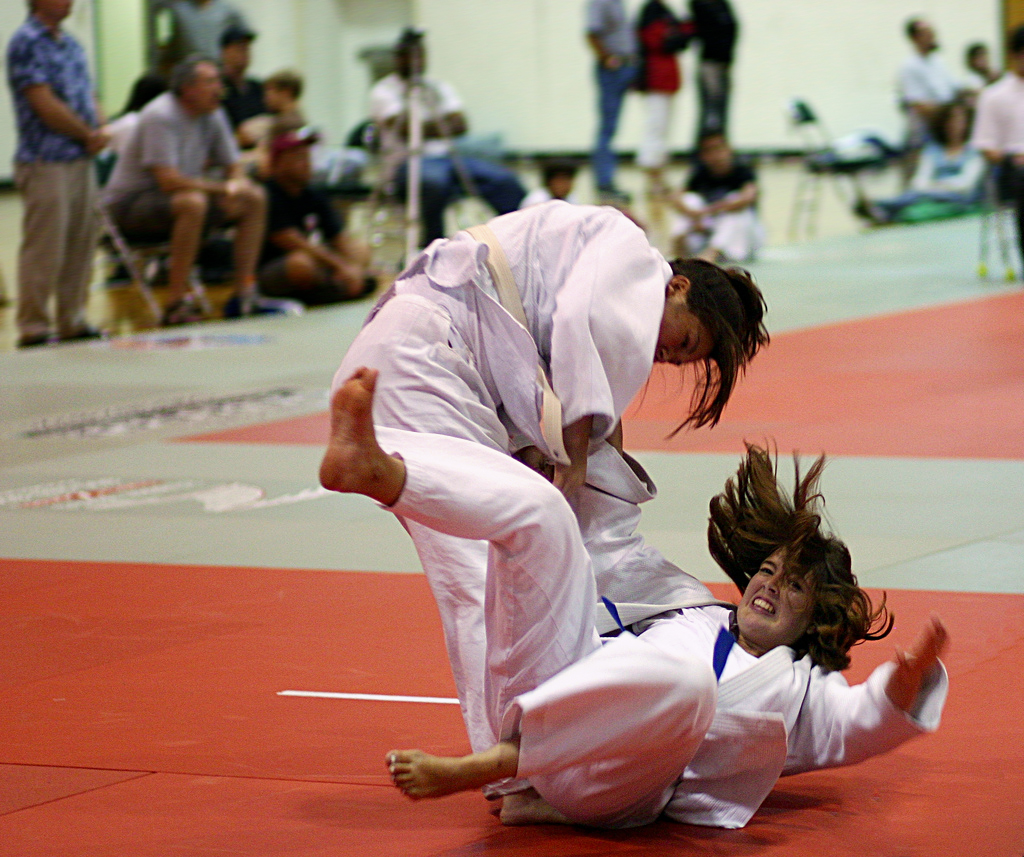
Выполнение броска иппоном в дзюдо

«Иппон» (яп. 一本) — самая высокая оценка, которой боец может достичь в боевых искусствах, как правило в таких как дзюдо, карате, джиу-джитсу или кендо. С японского слово «иппон» переводится как чистая победа 10:0.

## Иппон в дзюдо

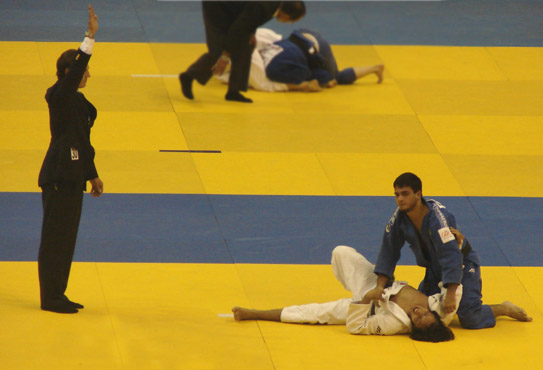
Судья поднял руку, объявляя победу иппоном в дзюдо

В дзюдо иппон присуждается в случае:
- Когда один из дзюдоистов выполняет бросок, заканчивающийся укладыванием противника на спину, демонстрируя полный контроль над ним. Иппон присуждается и в случае укладывания противника в мост, даже если спина не касается татами.
- Когда один из дзюдоистов удерживает противника на спине на татами в течение 20 секунд, когда противник не контролирует какую-либо часть тела атакующего игрока для выполнения приёма.
- Когда один из дзюдоистов выполняет удушающий приём, применяя руки, ноги или собственные мышцы плеча противника. Иппон засчитывается и когда противник теряет сознание при удушении.
- Дисквалификации одного из участников. Дисквалификация может быть в результате нарушения, небоеспособности, неправильного проведения, ложной атаки и т. д., применяя запрещённые приёмы или технику, обращения к врачу в связи с травмой, кроме кровотечения или потенциально серьёзной травмы.

## Иппон в карате

### ВКёкусинкай
В киокусинкай в соответствии с Правилами соревнований иппон присуждается:
- Когда спортсмен проводит технику, приводящую к невозможности противником вернуться к продолжению боя в течение установленного времени (обычно три или пять секунд);
- В результате получения двух вадза-ари (полуочко) - "Вадза-ари авасэте иппон".